# Bedtime for Democracy
Bedtime for Democracy è il quarto ed ultimo album in studio del gruppo hardcore punk statunitense Dead Kennedys, pubblicato nel 1986 dalla Alternative Tentacles.

## Il disco
I temi dell'album, come tutti quelli dei Dead Kennedys, abbracciano diversi campi, tra i quali il conformismo, Ronald Reagan, i militari, e vengono lanciate critiche contro lo stesso movimento punk. Il titolo dell'album fa riferimento ad un film del 1951, Bedtime for Bonzo, che aveva tra i protagonisti proprio Ronald Reagan.
Nella versione originale in vinile il lato A comprendeva i pezzi dal numero 1 al numero 11, ed il lato B i pezzi dal 12 al 21. Il gruppo punk della East Bay, Isocracy, prese spunto dal titolo del disco dei Dead Kennedys per il proprio EP Bedtime for Isocracy, che sarà anche l'unico disco prodotto dal gruppo.

## Tracce
1. Take this Job and Shove It (David Allan Coe) - 1:25
2. Hop with the Jet Set - 2:07
3. Dear Abby - 1:09
4. Rambozo the Clown - 2:25
5. Fleshdunce - 1:29
6. The Great Wall - 1:32
7. Shrink - 1:44
8. Triumph of the Swill - 2:17
9. Macho Insecurity - 1:30
10. I Spy (D.H. Peligro) - 2:30
11. Cesspools in Eden (Jello Biafra/Dead Kennedys) - 5:56
12. One-way Ticket to Pluto - 1:38
13. Do the Slag (East Bay Ray) - 1:36
14. A Commercial - 1:33
15. Gone with My Wind - 1:43
16. Anarchy for Sale - 1:18
17. Chickenshit Conformist - 5:58
18. Where Do Ya Draw the Line - 2:39
19. Potshot Heard 'Round the World (Jello Biafra/East Bay Ray) - 2:10
20. D.M.S.O. (Jello Biafra/Dead Kennedys) - 2:09
21. Lie Detector (Jello Biafra/East Bay Ray) - 3:43

## Formazione

### Gruppo
- Jello Biafra - voce
- East Bay Ray - chitarra
- Klaus Fluoride - basso, cori
- D.H. Peligro - batteria, cori

### Altri musicisti
- Tim Jones - sintetizzatore
- Jayed Scotti - timbales
- Cal - cori
- Andrew - cori
- Blaze - cori
- P. O'Pillage - cori